# Fibonacci
Leonardo van Pisa (Pisa, ca. 1170 - ca. 1250, middeleeuws Latijn: Leonardo Pisano, modern Italiaans: Leonardo da Pisa), beter bekend onder zijn bijnaam Fibonacci, was een Italiaanse wiskundige. Hij wordt vaak beschouwd als de eerste westerse wiskundige die origineel werk publiceerde sinds de Griekse oudheid. Zijn Liber Abaci was vijfhonderd jaar toonaangevend.

## Bijnamen
De bijnaam "Fibonacci", die hij na zijn dood kreeg, bestaat uit de samenvoeging van Figlio di Bonaccio, "zoon van Bonaccio". Fibonacci's vader heette echter Guglielmo. Bonaccio, "goedzak", was waarschijnlijk zijn bijnaam. Op sommige van Fibonacci's latere manuscripten heet hij ook Bigollo, "zwerver", misschien een verwijzing naar zijn reizen over de Middellandse Zee.

## Levensloop

### Geboorte en studie
Fibonacci werd geboren in Italië, maar genoot zijn opleiding in Noord-Afrika waar zijn vader, die koopman was, in Bugia (Béjaïa, Algerije) een diplomatieke post bezat. Hij studeerde in verschillende landen en maakte, alleen of met zijn vader, lange reizen in het Middellandse Zeegebied. Hij bezocht onder meer Egypte, Spanje, Antiochië en Constantinopel.

### Indiase getallenleer
Van Arabische handelaren pikte hij onderweg een nieuw rekensysteem op. De Arabieren hadden het 'rekenen zoals de Hindoes' in India opgedaan. Hij bestudeerde de Arabisch-Indische cijfers (inclusief het cijfer nul) en realiseerde zich dat hiermee efficiënter gerekend kon worden dan met de tot dan toe in Europa gangbare Romeinse cijfers. Rond 1200 keerde Fibonacci terug naar Italië, hield op met reizen en vestigde zich in zijn geboortestad Pisa. In 1202 publiceerde hij zijn werk Liber Abaci (Boek van het telraam) en introduceerde hiermee dit cijferstelsel in Europa.
De Indiase getallenleer werkte veel sneller en had meer mogelijkheden dan het systeem met Romeinse cijfers. Fibonacci werd door Arabische leermeesters in de geheimen van dit rekenstelsel ingewijd. Hij nam daarbij de tekens en symbolen over, die de Arabieren gebruikten voor de negen cijfers van de Hindoes. Onze huidige cijfers zijn daarom Arabisch. De Arabieren gebruikten, net als de Hindoes, een tiende symbool, de 'nul', wat de 'leegte' betekende. Dit tiende getal was van beslissende betekenis, want met de tien cijfers was het mogelijk ieder denkbaar getal te schrijven. Voor de nul werd het symbool '0' gebruikt, dat in het Arabisch 'sifir' wordt genoemd. Daar komt ons woord 'cijfer' vandaan.
Het nieuwe rekenen, een 'decimaal cijfersysteem', kent een 'positioneel stelsel': de plaats (positie) van een cijfer bepaalt de waarde. Er is nauwkeurig voorgeschreven hoe de cijfers achter en onder elkaar moeten worden geschreven. Dit opende een wereld aan nieuwe wiskundige mogelijkheden: rekenen met breuken, vermenigvuldigen, delen, machtsverheffen, worteltrekken en vierkantsvergelijkingen.
Het 'nieuwe rekenen' was niet helemaal nieuw. De Fransman Gerbert van Aurillac (ca. 945-1003), een van de grootste geleerden van zijn tijd, probeerde al eeuwen eerder, tevergeefs, de Arabische cijfers in te voeren. Toen hij als Silvester II paus werd, was er zoveel verzet tegen, dat hij zijn pogingen snel staakte.

### Ontvangst
Het werk werd goed ontvangen door opgeleid Europa, zette een 'wetenschappelijke aardverschuiving' in gang en had grote invloed op het Europese denken. Vijfhonderd jaar lang was het het meest invloedrijke wiskundige werk. Het succes ligt ook in zijn praktische toepassingsmogelijkheden. Fibonacci, als zoon van een koopman, nam in zijn boek ook methoden op voor winst-en-verliesrekeningen, berekeningen voor rentetarieven en tabellen voor wisselkoersen. Met negatieve getallen konden verliescijfers voor het eerst worden uitgedrukt.
Toch werd het nieuwe rekensysteem in de westerse wereld met grote argwaan bezien, wegens onbekendheid met de Arabische wereld en de Arabische cijfers. De ongekende mogelijkheden wekten vrees op. Men dacht aan 'duivelswerk'. De Arabische cijfers werden 'zondig' verklaard en het gebruik verboden door de Kerk. De rekenmethode werd pas begin 16e eeuw, met de ontdekking van de boekdrukkunst, algemeen geaccepteerd.

### Keizerlijk hof
Terug in Pisa, begon Fibonacci briefwisselingen met vooraanstaande geleerden, zoals Michael Scotus en Johannes van Palermo. Die traden toe tot de keizerlijke entourage van Frederik II van Hohenstaufen en Michael Scotus introduceerde Fibonacci aan het hof. Hij werd voorbereid met een aantal complexe wiskundige problemen, die hij echter makkelijk oploste. Zo raakte hij bevriend met Frederik II, keizer van het Heilige Roomse Rijk, die in de zomer van 1226 in Pisa verbleef. Deze hield van wiskunde en wetenschap. Frederik had twee jaar tevoren de universiteit van Napels gesticht, om hoogopgeleide beambten op te leiden. Fibonacci werd een favoriete gast aan het hof. Hij droeg het Boek der Vierkanten (1225) op aan de keizer en een herziene uitgave van Liber Abaci (1228) aan Michael Scotus, Frederiks hofgeleerde.
In 1240 werd Fibonacci door de Republiek Pisa geëerd en kreeg hij een salaris voor het onderwijs dat hij gaf in het 'nieuwe rekenen'. Er is, net als van zijn jeugd, weinig bekend van de vijftig jaar dat hij in Pisa werkte. Fibonacci (her)ontdekte de naar hem genoemde getallenrij: 1, 1, 2, 3, 5, 8, 13, 21, 34, 55 enz. De verhouding tussen twee opeenvolgende getallen uit deze reeks benadert het gulden getal.
Hij zou een zoon hebben gehad, naar wie hij de 'rij van Lucas' vernoemde.

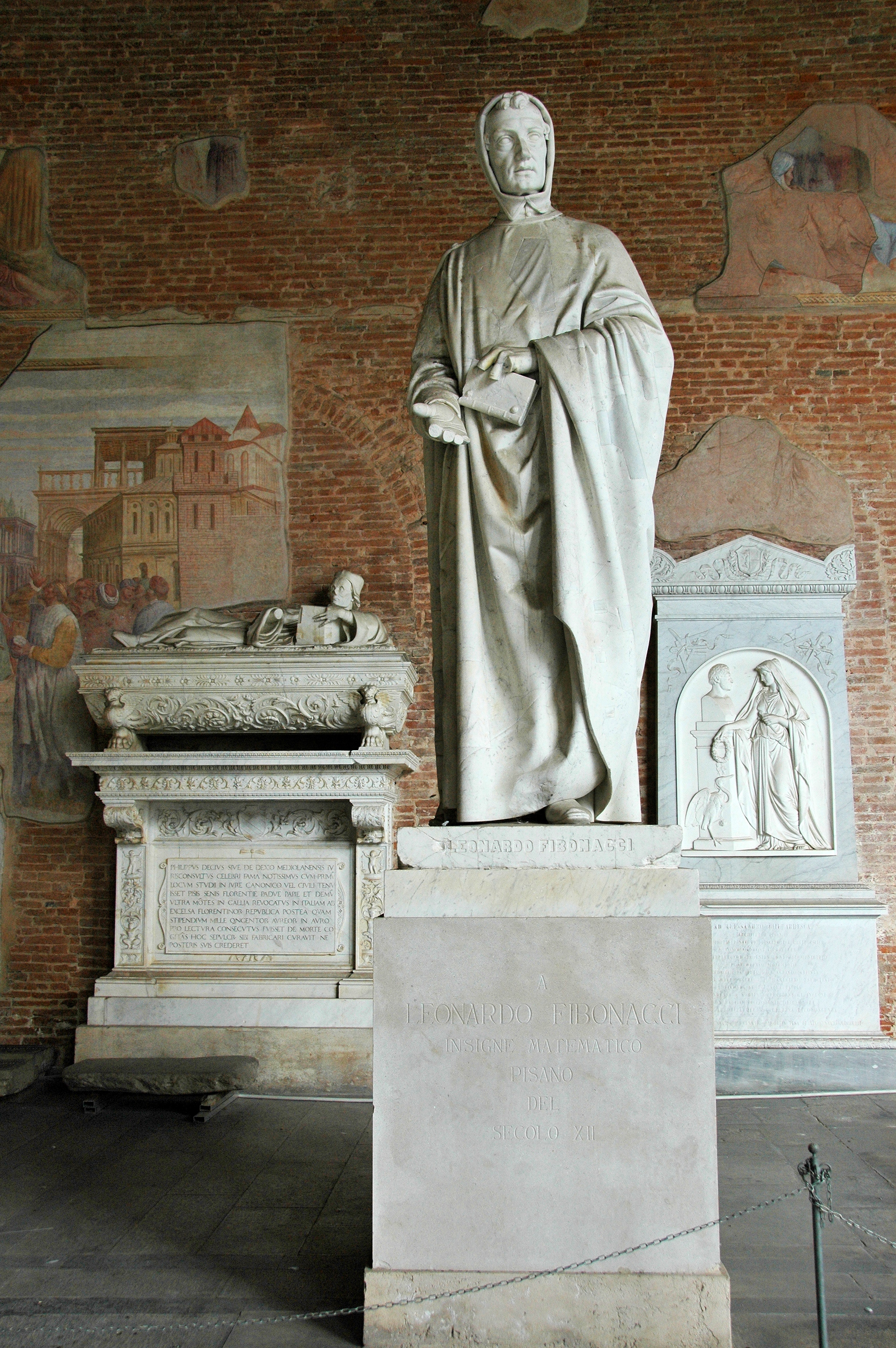
Standbeeld van Fibonacci op het Camposanto van Pisa
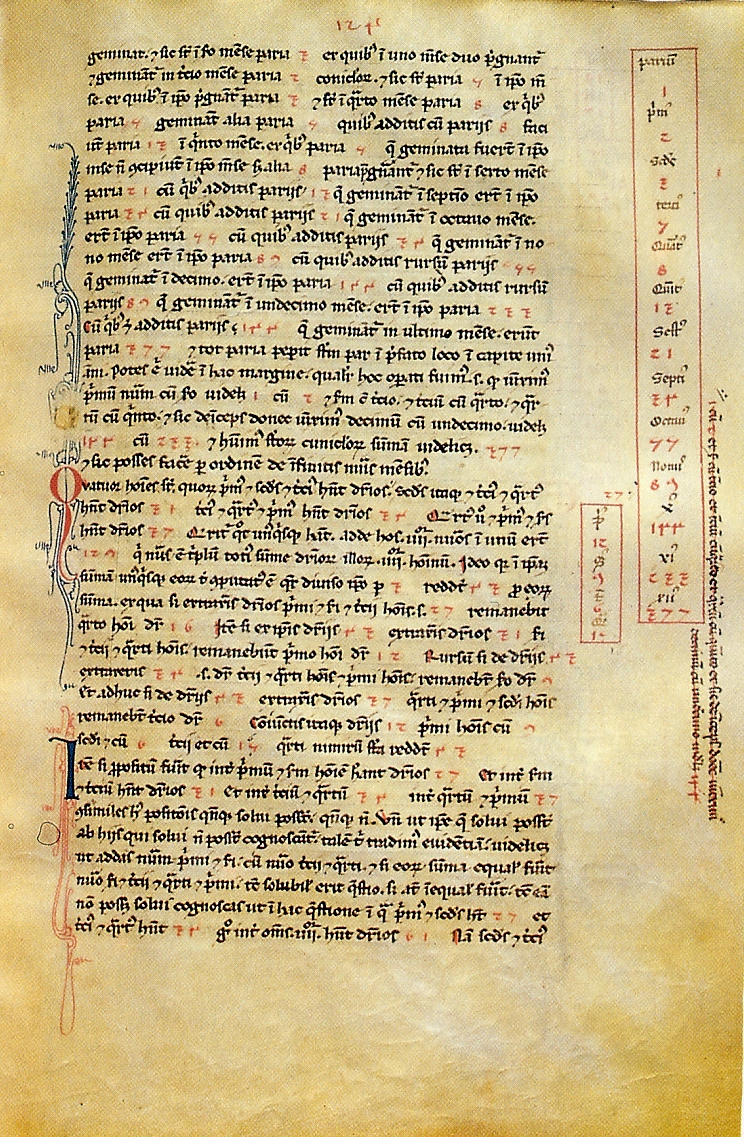
Foto van de Liber Abaci, nationale bibliotheek in Florence

## Boeken
Fibonacci schreef de volgende boeken:
- Liber Abaci (1202), een boek over algebra en de Arabische cijfers inclusief het cijfer nul
- Practica Geometriae (1220), een compendium over meetkunde en geometrie.
- Flos (1225, lett. bloem), oplossingen voor de problemen van Johannes van Palermo
- Liber Quadratorum (Boek der Kwadraten) over diofantische vergelijkingen
- Di minor guisa over handelsrekenen (verloren gegaan)
- een commentaar op Boek X van Elementen van Euclides van Alexandrië (verloren gegaan)

## In de kunst
In 1863 werd in Pisa een door Giovanni Paganucci gemaakt standbeeld voor Fibonacci opgericht.

## Fictie
In het boek Kruistocht in Spijkerbroek van Thea Beckman ontmoet de hoofdpersoon Dolf Wega Leonardo van Pisa in de dertiende eeuw direct nadat hij daar naartoe is geflitst met de "materietransmitter'. Hij redt hem als hij wordt overvallen door struikrovers. Ze worden daarna snel vrienden. Dolf leert hem volgens het verhaal de Arabische cijfers. Op deze manier wilde Thea Beckmann dat Dolf een spoor in de middeleeuwse geschiedenis achterliet.